# Horpács
Horpács is een plaats (község) en gemeente in het Hongaarse comitaat Nógrád. Horpács telt 206 inwoners (2001).